# Christian Molbech
Christian Molbech, född 8 oktober 1783, död 23 juni 1857 i Köpenhamn, var en dansk historiker, utgivare av historiska källskrifter, kritiker, med mera. Han startade Historisk Tidsskrift 1840. Christian Molbech var far till diktaren Christian Knud Frederik Molbech (1821–1888).

## Utmärkelser
- Riddare av Dannebrogorden,  1836[5]
- Dannebrogsmännens hederstecken,  1842[5]
- Kommendör av Dannebrogorden,  1853[5]

[Redigera Wikidata]